# بیماری سیاه‌ششی
بیماری سیاه‌شُشی یا آنتراکوز (به انگلیسی: Anthracosis) یا پنوموکونیوز معدنچیان نوعی بیمای ریوی است که به‌علت تنفس گرد و غبار زغال بدون سیلیس ایجاد و باعث التهاب مزمن می‌شود.
ذرات زغال از نظر زیست‌شیمی مواد بی‌خاصیت و بی‌اثر هستند، بدین علت تولید فیبروز نمی‌کنند فقط موجد عوارض ناشی از انباشته‌شدن سلول‌های گرد و غباری می‌شوند اما سیاه‌ششی خالص نادر است و نزد کارگران معادن زغال که معمولاً به سیاه‌ششی مبتلا می‌شوند به‌علت وجود گرد و غبار سیلیس در معادن، سیلیکوز نیز بدان اضافه می‌شود. تصاویر ریوی در این صورت ستاره‌ای‌شکل و مشخص خواهند بود که مخصوص این عارضه می‌باشند در حالی که تصاویر ریوی ناشی از سیلیکوز خالص، ندول‌های گرد و محدود می‌باشند که دارای حدود مشخص و واضح هستند.
در سیاه‌ششی گاهی ضایعات شبه‌غده‌ای بزرگ دیده می‌شود که ممکن است مایع شدن آنها دفع اخلاط سیاه رنگ و فراوانی را به شکل استفراغ به‌وجود بیاورند که ملانوپتیزی (Melanoptysie) نامیده می‌شود. ملانوپتیزی گاهی با خونریزی از ریه و نفس‌تنگی شدیدی همراه است.
در بعضی از موارد کارگران معادن زغال‌سنگ ضمن دچار شدن به سیاه‌ششی دچار بیماری روماتیسم هم می‌گردند و در این‌گونه موارد علائم رادیولوژیکی سینه کاملاً واضح است و به آن سندرم کاپلان گویند. چون این موضوع به‌وسیلهٔ پزشک انگلیسی به‌نام کاپلان گزارش شده به‌نام سندرم کاپلان موسوم است که بعداً به‌وسیلهٔ دیگران تأیید گردیده است.
سیاه‌ششی بیماری ریه سیاه، بیماری رایج در میان کارگران معدن‌های زغال‌سنگ بوده و سال‌هاست مواردی از ابتلا به این بیماری در جهان گزارش نمی‌شود ما در سال ۱۳۹۵ خورشیدی در تهران، شهری که هیچ معدن زغال‌سنگی ندارد، در پی آلودگی شدید هوای این شهر مواردی از این بیماری در میان شهروندان گزارش شد.